# Стерьос Бинопулос
Стерьос Бинопулос (на гръцки: Στέργιος Μπινόπουλος) е гръцки военен, политик и революционер, деец на Гръцката въоръжена пропаганда в Македония от началото на XX век.

## Биография
Стерьос Бинопулос е роден в 1888 година в леринското арванито-влашко село Лехово, тогава в Османската империя. Участва дейно в гръцката въоръжена пропаганда в Македония и развива широка революционна дейност като връхната му точка е убийството на българския общественик и дарител Илия Хаджигеоргиев, извършено в Ксанти от Бинопулос в 1909 година. По-късно Стерьос Бинопулос заминава за Волос, а след това за Атина, където учи във Военното училище. По време на Итало-гръцката война като полковник е назначен за управител на Корча. Пенсионира се като полковник и се отдава на обществена дейност.
Избран е за депутат на изборите от 5 март 1933 година и е преизбран в 1936 и в 1946 година като член от Народната партия. Кандидатира се за депутат като независим на изборите в 1950 година и влиза в парламента на 1 януари 1950 година след смъртта на Георгиос Деменопулос. Избран е за депутат отново на изборите в 1951 година.
Умира на 20 юли 1965 година.